# Music-hall (Lagarce)
Pour les articles homonymes, voir Music Hall.
Music-hall est une pièce de théâtre de Jean-Luc Lagarce écrite en 1988, créée et mise en scène par l'auteur à Besançon à l'Espace Planoise en octobre 1988, reprise à Paris au Jardin d'Hiver en janvier 1989 et le 16 janvier 1990 au Théâtre Ouvert avec :
- Olivier Achard
- François Berreur
- Hélène Surgère

## Argument
Comme tous les soirs, dans cette ville-là comme dans toutes les autres villes - vingt ou trente années ? trente années... -, la Fille jouera sa petite histoire, prendra des mines, habile à prendre des mines, fredonnera chansonnette et esquissera pas de danse.
Comme tous les soirs, dans cette ville-là comme dans toutes les autres villes, racontant la journée terrible qui s'achève, récit des diverses humiliations et aléas divers.
Comme tous les soirs, les deux boys, épuisés, fatigués, rêvant de s'enfuir, s'enfuyant, les deux boys feront mine, habiles à faire des mines, les deux boys l'accompagneront, tricheront avec elle, feront semblant.

## Mises en scène
Cette pièce a été mise en scène plus de 30 fois depuis en France, par François Berreur, François Rancillac, Sophie Planté, Sébastien Bournac, Hervé Charton (Le Troupeau dans le Crâne)...
Elle a notamment été reprise du 7 janvier au 14 février 2009 au Théâtre des Bouffes du Nord, dans une mise en scène de Lambert Wilson, avec :
- Fanny Ardant
- Éric Guérin
- Francis Leplay

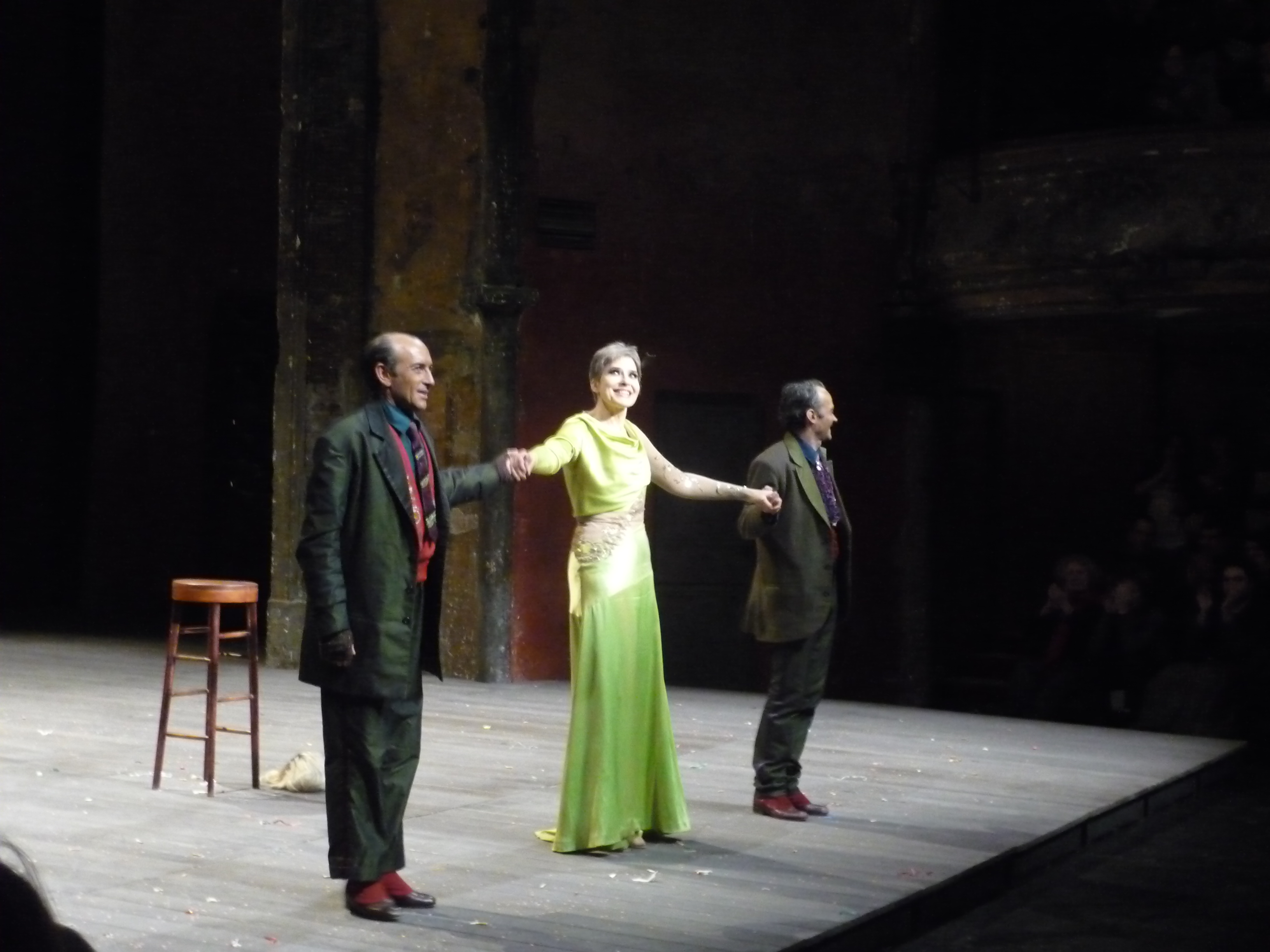
Éric Guérin, Fanny Ardant et Francis Leplay au théâtre des Bouffes du Nord

- Collaboration artistique : Cécile Guillemot
- Lumière et scénographie : Françoise Michel
- Costumes : Virginie Gervaise
- Chorégraphie : David Moore

Il faut également signaler la mise en scène brésilienne de Luiz Päetow, qui a reçu le Prix Shell de Théâtre,.
En Septembre 2020, la pièce est montée à Paris par Sophie Planté, comédienne, incarnant elle même le rôle de "la Fille", au côté de ses deux "boys" joués par Charles Leys et Yohan Leriche, ainsi qu'un troisième boys dans le rôle du pianiste interprété par Vincent Lagahe. La pandémie de covid-19 obligera la troupe à arrêter la pièce à plusieurs reprises. Se voulant fidèle au texte de Jean-Luc Lagarce, le spectacle est joué dans plusieurs salles à Paris à l'hiver 2021, au printemps 2022, puis tout au long du festival d'Avignon 2022, au théâtre La Luna.